# VdB 13
vdB 13 est une petite nébuleuse diffuse, visible dans la constellation du Bélier.
On peut la localiser en partant de l'étoile 41 Arietis, une étoile bleu-blanc de la séquence principale de magnitude 3,6, et en se déplaçant d'environ 3,5° dans une direction ENE jusqu'à atteindre une géante rouge de magnitude 4,5, cataloguée comme HD 20644. En continuant vers le nord-est pendant un peu plus de deux degrés, on trouve la nébuleuse. vdB 13 peut être observée avec un télescope à fort grossissement et éventuellement avec des filtres appropriés, même si sur des photographies à longue exposition elle révèle plus de détails. Sa couleur est nettement bleue en raison de la réflexion de la lumière provenant de HIP 15984, une étoile bleue de classe spectrale B8.
La région nébuleuse éclairée par l'étoile fait partie d'un grand complexe nébuleux connu sous le nom de nuage moléculaire de Persée, dont elle constitue l'extrémité la plus éloignée et à la latitude galactique la plus élevée. À quelques minutes au SSW de l'étoile centrale se trouve une deuxième tache brillante, située au bord d'une nébuleuse obscure très dense, connue sous le nom de B 203. Environ un degré au sud se trouve une grande nébuleuse obscure clairement visible, cataloguée comme B 202 (ou LDN 1451), à laquelle est connecté un autre nuage (B 204 ou LDN 1455), dont la partie sud est illuminée par une étoile jaune-blanc de la séquence principale et est cataloguée comme vdB 16. Dans toute la région, il y a des phénomènes actifs de formation d'étoiles, attestés par la présence de jeunes objets stellaires. La distance du système est estimée à 980 950 années-lumière du système solaire.